# Особняк Спановского
Особняк Спановского — памятник архитектуры местного значения в Чернигове. Сейчас дом не используется.

## История
Решением исполкома Черниговского областного совета народных депутатов от 26.06.1989 № 130 присвоен статус памятник архитектуры местного значения с охранным № 49-Чг под названием Особняк Спановского. 
Здание имеет собственную «территорию памятника» и расположено в «охранной зоне» (отдельная зона данного памятника), согласно правилам застройки и использования территории. На здании установлена информационная доска.

## Описание
Усадебный дом был построен в 19 веке в предместье Ковалёвка и принадлежал Василию Константиновичу Спановскому из дворянского рода.
Дом с ограждением и хозяйственным зданием-каретником, которые составляют единое художественное целое. Ограждение и каретник не сохранились. Одноэтажный деревянный срубной дом, прямоугольный в плане с типовыми 5-оконным фасадом, украшен двумя шлемообразными декоративными фронтонами над боковыми окнами. Главный вход с восточной стороны в виде живописного портала, а хозяйственный вход — с противоположного дворового фасада, где по оси дома, перпендикулярной улице, сохранилась открытая веранда-терраса — составляющий элемент жилья. Дом имеет анфиладное планирование с симметрическим размещением комнат вокруг гостиной и столовой. Дом является изысканным примером деревянного строительства в стиле модерн.
Сейчас дом не используется и находится на балансе управления коммунальной собственности Черниговского областного совета.